# 英雄儿女 (纪录片)
《英雄儿女》是由中共中央宣传部指导、中央广播电视总台出品、中国中央电视台科教频道负责为纪念中国人民志愿军抗美援朝出国作战70周年的六集大型文献专题片，于2020年10月21日至10月23日在中央电视台综合频道播出。

## 分集
| 集数   | 名称         | 央视一套播放日期 |
| ------ | ------------ | ---------------- |
| 第一集 | 《祖国召唤》 | 2020年10月21日   |
| 第二集 | 《极限战争》 | 2020年10月21日   |
| 第三集 | 《热血忠诚》 | 2020年10月22日   |
| 第四集 | 《越战越强》 | 2020年10月22日   |
| 第五集 | 《万众一心》 | 2020年10月23日   |
| 第六集 | 《永远铭记》 | 2020年10月23日   |